# Basketballnationalmannschaft der Republik Kongo
Die Basketballnationalmannschaft der Republik Kongo ist die Auswahl von Basketballspielern der Republik Kongo, welche die Fédération Congolaise de Basketball auf internationaler Ebene, beispielsweise in Freundschaftsspielen gegen die Auswahlmannschaften anderer nationaler Verbände, aber auch bei internationalen Wettbewerben repräsentiert. Größter Erfolg war der fünfte Platz bei der Afrikameisterschaft 1980. 
1962 trat der nationale Verband dem Weltverband Fédération Internationale de Basketball (FIBA) bei. Im Januar 2014 wurde die Mannschaft auf dem 77. Platz der Weltrangliste der Männer geführt.

## Internationale Wettbewerbe

### Die Republik Kongo bei Weltmeisterschaften
Die Mannschaft konnte sich bisher nicht für eine Weltmeisterschaft qualifizieren.

### Die Republik Kongo bei Olympischen Spielen
Bisher gelang es der Mannschaft nicht, sich für die olympischen Basketballwettbewerbe zu qualifizieren.

### Die Republik Kongo bei Afrikameisterschaften
Die Mannschaft kann bisher sieben Teilnahmen an der Afrikameisterschaft vorweisen:
| - 1962: nicht qualifiziert - 1964: nicht qualifiziert - 1965: nicht qualifiziert - 1968: 9. Platz - 1970: nicht qualifiziert - 1972: nicht qualifiziert - 1974: nicht qualifiziert - 1975: 6. Platz - 1978: nicht qualifiziert - 1980: 5. Platz - 1981: 7. Platz - 1983: nicht qualifiziert - 1985: 10. Platz - 1987: nicht qualifiziert | - 1989: nicht qualifiziert - 1992: nicht qualifiziert - 1993: nicht qualifiziert - 1995: nicht qualifiziert - 1997: nicht qualifiziert - 1999: nicht qualifiziert - 2001: nicht qualifiziert - 2003: nicht qualifiziert - 2005: nicht qualifiziert - 2007: nicht qualifiziert - 2009: 16. Platz - 2011: nicht qualifiziert - 2013: 14. Platz |

### Die Republik Kongo bei den Afrikaspielen
Die Basketballnationalmannschaft der Republik Kongo nahm bisher mindestens einmal an den Wettbewerben der Afrikaspiele teil: Im Jahr 1965 erreichte die Mannschaft die Bronzemedaille.